# Little Red Riding Hood (film 1922 Dyer)
Little Red Riding Hood è un cortometraggio muto del 1922 diretto da Anson Dyer.

## Produzione
Il film fu prodotto dalla Hepworth.

## Distribuzione
La copia ancora esistente della pellicola è stata masterizzata e distribuita in DVD il 3 dicembre 2012 dal BFI.